# Wulf von Restorff
Wulf von Restorff, eigentlich Wulfdietrich Max Adolf von Restorff (* 18. Oktober 1940 in Frankfurt am Main) ist ein deutscher Oberstarzt a. D., emeritierter Professor und Familienhistoriker.

## Leben
Wulf von Restorff verbrachte seine Schulzeit und erlangte das Abitur in Marburg. Er studierte in Göttingen und München. Es folgte 1969 eine Promotion zum Dr. med. und 1978 die Habilitation mit anschließender Tätigkeit als Dozent. Seit 1992 lehrte er als außerplanmäßiger Professor an der Universität München. Beruflich war er auch Oberstarzt der Bundeswehr und als solches am Flugmedizinischen Institut der Luftwaffe in Fürstenfeldbruck (Fachgruppe Beschleunigungsphysiologie, 1977–1985) und am Zentralen Institut des Sanitätsdienstes der Bundeswehr Koblenz (Abteilung Medizinische Wehrergonomie, 1985–2001) tätig.
Zu den Schwerpunkten seiner wissenschaftlichen Arbeit gehörten Flug-, Kreislauf-, Wehr- und Arbeitsphysiologie sowie Ergonomie. Er wurde im Jahr 2004 Preisträger des Paul-Schürmann-Preises der Bundeswehr, der seit 1968 durch die Deutsche Gesellschaft für Wehrmedizin und Wehrpharmazie verliehen wird.
Durch sein Interesse an der Genealogie bildete er sich im Ruhestand zum qualifizierten Genealogen weiter.

## Veröffentlichungen
- Kurzfassungen 35. Kongress der Deutschen Gesellschaft für Wehrmedizin und Wehrpharmazie, Deutsche Gesellschaft für Wehrmedizin und Wehrpharmazie. - Koblenz 2004
- Wulf von Restorff (Hrsg.): Arbeitsphysiologie für Nachwuchswissenschaftler: Tagung; Programm und Kurzfassungen der Vorträge, Koblenz, Erscheinungsdatum: 1998–2002, Schriftenreihe Forum Arbeitsphysiologie, Band 2 (1998) bis 6 (2002)[4]